# Kennfarbe
Eine Kennfarbe ist eine bestimmte Signalfarbe, die der Möglichkeit der Kennzeichnung – also der direkten Assoziation oder Zuordnung – zu einer bestimmten Gruppe dient. Ein Satz von Kennfarben und die zugehörigen Regeln bilden eine Farbkennzeichnung oder einen Farbcode.

## Politik und Gesellschaft
Kennfarben dienen zur Kennzeichnung von politischen Gruppierungen und Vereinen, oft sind die Kennfarben auch mit bildlichen Symbolen verbunden.
Beispiele für politische Kennfarben sind:
- Rot für kommunistische (meist dunkelrot) und sozialistische/sozialdemokratische Gruppen oder Parteien
- Braun für nationalsozialistische und neonazistische Gruppierungen oder Parteien
- Grün für umweltschützende und in islamischen Ländern für islamdemokratische, konservative Parteien und Gruppen
- Regenbogenfarben für Friedensbewegungen oder die Schwulen- und Lesbenbewegung, siehe Regenbogenfahne
- Gelb und/oder Blau für liberale und freiheitliche/freisinnige Parteien und Gruppen
- Schwarz für konservative, christdemokratische und der italienischen Ausprägung des Faschismus nahestehende Gruppen und Parteien.

Kennfarben sind verbreitet in Heraldik und Vexillologie, sie finden sich zudem in Wappen und Flaggen der jeweiligen Organisationen oder Gruppen wieder.
- Heraldische Farbenregel für Wappen
- Panafrikanische Farben

In sonstigem kulturellen Kontext finden sich Bezüge bei
- liturgischen Farben für rituelle Zwecke
- den tibetischen Religionen als Gelbmützen und Rotmützen
- Hankycode zur Kenntlichmachung der persönlichen sexuellen Neigung

Viele Unternehmen nutzen Kennfarben zur einfacheren Identifikation ihrer Produkte im Zuge ihres Corporate Design. Ein bekanntes Beispiel ist das „Postgelb“, das Postunternehmen in zahlreichen Ländern verwenden.

## Technische Farbkennzeichnung

Farbcodes für Twisted-Pair-Kabel

Neben der Auswahl bestimmter Farben umfasst ein Farbcode auch die Syntax, also die Vorschriften, wie die Farben zueinander anzuordnen sind, um eine gewisse Zuordnung zu erzielen. Dabei können die Kennfarben eine stellungsabhängige Bedeutung erhalten. In diesem Sinne kann ein Farbcode als rudimentäre Sprache angesehen werden.
Farbkennzeichnungssysteme spielen in vielen Bereichen menschlicher Information, Kommunikation und Dokumentation eine wichtige Rolle. Im sozialwissenschaftlichen Kontext sind sie Teil der nonverbalen Kommunikation.
Beispiele:
- Farbcode für vieladrige Leitungen nach DIN 47100
- Rohrleitungskennzeichnung nach DIN 2403 zur Kennzeichnung medienführender Rohrleitungen
- Kennzeichnung von Gasflaschen nach DIN EN 1089-3
- Widerstandsfarbcode zur Kennzeichnung elektrischer Widerstände (ähnlich auch bei Kondensatoren)
- Farbe des Schutzkragens bei Aderendhülsen zu Kennzeichnung des maximalen Querschnitts der Kabellitze
- Kennfarben für Bedienteile und Anzeigeleuchten nach IEC/EN 60073 (VDE 0199), IEC/EN 60204-1 (VDE 0113 Teil 1)
- Farbliche Markierungsstandards von einzelnen Adern eines Elektrokabels (Energieversorgung) zur Kennzeichnung des Potentialbezugs der jeweiligen Ader grüngelb, schwarz, blau (nach DIN VDE 0293-308) mit dem Hauptzweck einer Kenntlichmachung gefährlicher spannungsführender Kontakte.
- Farbliche Markierungsstandards von einzelnen Adern eines Elektronikkabels zur Nachrichtenübertragung (Telefonkabel) oder Datenübertragung (TIA-568, DIN EN 0815) zur Kennzeichnung der Signalzugehörigkeit mit dem Hauptzweck der zeitsparenden Installation und der Ausnutzung der bestmöglichen Störfestigkeit des Kabels.[1]
- Kennzeichnung von Stromkreisen bei Freileitungsanlagen
- Bei PCs die ansonsten gleichartigen PS/2-Buchsen für Eingabegeräte: violett für Tastatur, grün für die Maus
- Bei PCs die ansonsten gleichartigen Klinken-Buchsen für Audiogeräte: rosa für Mikrofon, blau für Line-In, grün für Kopfhörer-Ausgang, weitere Buchsen siehe bei Soundkarte
- Kopfhörer-Stecker in Stereo-Cinch-Ausführung: Der rechte Audiokanal ist immer rot codiert, zurückgeführt auf den gemeinsamen Buchstabens R. Bei frühen Ausführungen ist der linke Audiokanal gelb codiert, wieder wegen des gemeinsamen Buchstabens L. Wenn allerdings gleich benachbart auch noch ein Composite-Video-Anschluss (s. u.) existiert, der meistens auch in gelb codiert ist, weicht der linke Audiokanal auf schwarz oder auch weiß aus.
- Allgemein Audio-Stereo-Cinch-Steckverbinder: rechter Kanal immer rot, linker gelb oder schwarz oder weiß (siehe oben bei Kopfhörer-Steckern)
- Composite-Video-Cinch-Steckverbinder: meistens gelb

## Farbkennzeichnung in Diagrammen und anderen Abbildungen
Farbskalen in geographischen Karten für Höhen, Vegetation oder geologischen Aufbau und in informativen Diagrammen stellen ebenfalls Kennfarben mit Informationsgehalt dar.